# 天主教匈牙利軍中教長區
天主教匈牙利軍中教長區（拉丁語：Ordinariatus Militaris Hungariae）是匈牙利一個天主教的軍中教長區，直屬聖座，負責牧養信奉天主教的匈牙利軍人及其家眷。
1920年指派了第一位駐軍主教，但到1994年4月18日才成立教長區。2004年有十三個堂區、十四名司鐸。現任教長為比羅·拉斯洛。